# Darryn Hill
Darryn Hill, född den 11 augusti 1974 i Perth, Australien, är en australisk tävlingscyklist som tog brons i lagsprinten vid olympiska sommarspelen 2000 i Sydney.